# Jüdischer Friedhof (Geistingen)

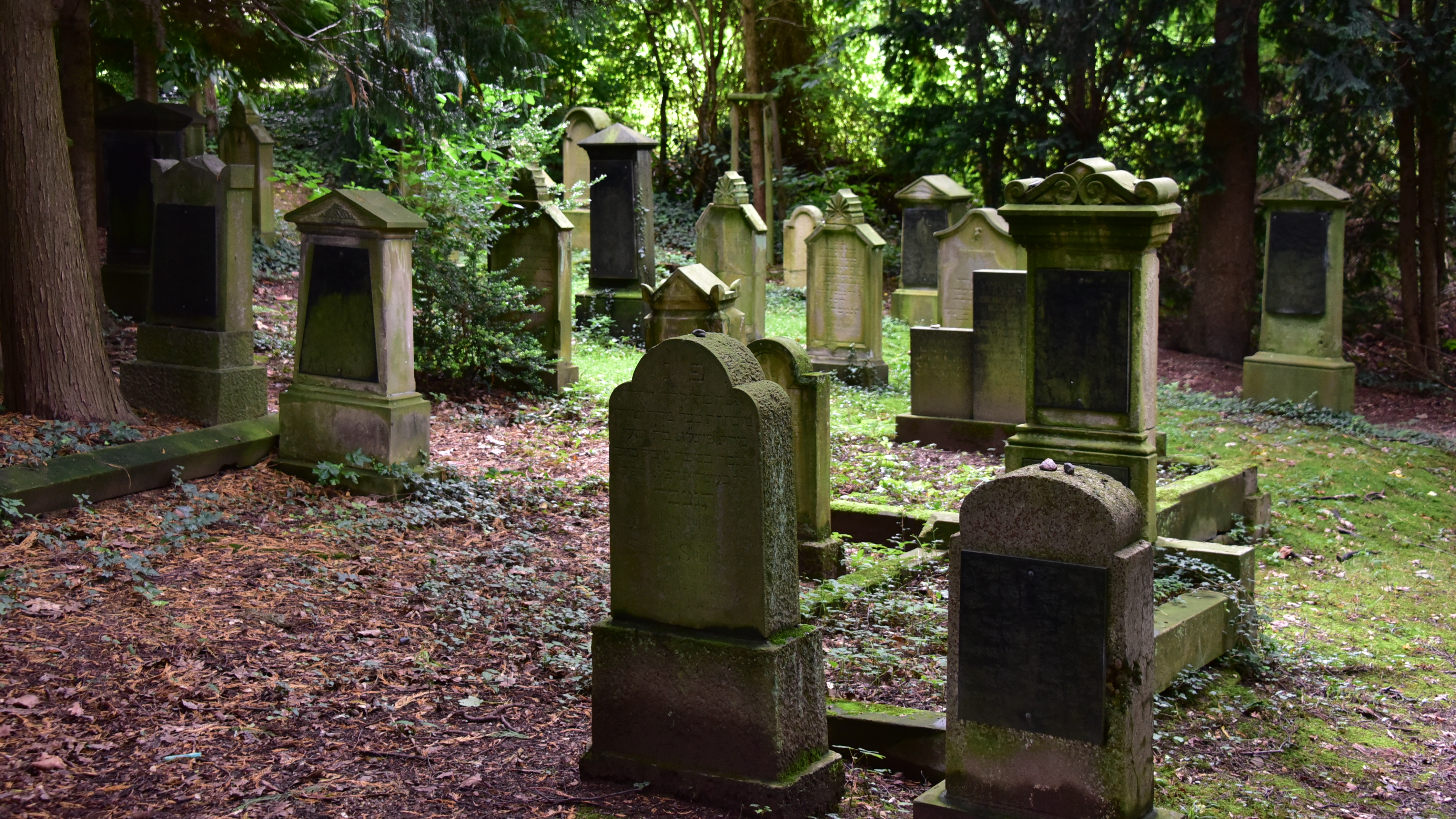
Jüdischer Friedhof in Hennef-Geistingen

Der jüdische Friedhof in Geistingen, einem Stadtteil von Hennef (Sieg) im Rhein-Sieg-Kreis (Nordrhein-Westfalen), ist ein 1120 m² großer Friedhof der vor der Shoa bestehenden jüdischen Gemeinde. Er liegt an der Hermann-Levy-Straße und steht unter Denkmalschutz. Die erste Belegung fand nachweislich 1860 statt, eine letzte Beisetzung 1978. Insgesamt stehen heute noch auf dem Friedhof 56 Grabsteine (Mazewot).
Tagsüber ist das Gelände zugänglich. Gemäß Friedhofssatzung wird die Anlage von der Stadt Hennef unterhalten.